# Fromberg (Montana)
Fromberg é uma cidade  localizada no estado americano de Montana, no Condado de Carbon.

## Demografia
Segundo o censo americano de 2000, a sua população era de 486 habitantes.
Em 2006, foi estimada uma população de 486, um aumento de 0 (0.0%).
55% dos adultos de Fromberg são casados.

## Geografia
De acordo com o United States Census Bureau tem uma área de
1,2 km², dos quais 1,2 km² cobertos por terra e 0,0 km² cobertos por água. Fromberg localiza-se a aproximadamente 1139 m acima do nível do mar.

## Economia
Em 2000, Fromberg tinha uma renda familiar média de 32.750 dólares

## Política
A maioria de Fromberg tem um voto inclinado para a equipa republicana.

## Localidades na vizinhança
O diagrama seguinte representa as localidades num raio de 32 km ao redor de Fromberg.